# Eugene Clark
Pour les articles homonymes, voir Clark.
Eugene B. Clark (1873-1942) est un industriel anglais installé aux États-Unis. Il a conçu les premiers chariots élévateurs, souvent appelés clarks, et fondé l'entreprise Clark.